# ریتیک روشن
ریتیک روشن (انگلیسی: Hrithik Roshan؛ زادهٔ ۱۰ ژانویهٔ ۱۹۷۴) بازیگر هندی است که در فیلم‌های هندی‌زبان کار می‌کند. او شخصیت‌های مختلفی را به تصویر کشیده و به‌خاطر مهارت‌هایش در رقص معروف است. روشن یکی از پردرآمدترین بازیگران هند است و برندهٔ جوایز مختلفی از جمله شش جایزهٔ فیلم‌فیر شده‌است. نام او از سال ۲۰۱۲ چندین بار در فهرست ۱۰۰ سلبریتی مجلهٔ فوربز هند بر اساس دستمزد و محبوبیت آمده‌است.
روشن بارها با پدرش، راکیش روشن، همکاری داشته‌است. او در دههٔ ۱۹۸۰ به عنوان یک بازیگر کودک در چندین فیلم ظاهر شد و بعدها در مقام دستیار کارگردان در چهار فیلم پدرش کار کرد. اولین نقش اصلی او در فیلم بگو… عاشقم هستی (۲۰۰۰) بود که در گیشه موفق بود برای آن جوایز مختلفی دریافت کرد. نقش‌آفرینی او در تریلر فضا در ۲۰۰۰ و درام گاهی شادی گاهی غم در ۲۰۰۱ شهرت او را تثبیت کرد اما این روند با چندین فیلم تداوم یافت که با استقبال کمی همراه بودند.
فیلم علمی تخیلی یکی پیدا شد در ۲۰۰۳ که روشن برای آن دو جایزهٔ فیلم‌فیر دریافت کرد، نقطه عطفی در کارنامهٔ سینمایی او بود؛ او در دنباله‌های این فیلم ظاهر شد: کریش (۲۰۰۶) و کریش ۳ (۲۰۱۳). او برای بازی در نقش یک دزد در موج ۲ (۲۰۰۶)، امپراتور مغول اکبر کبیر در جودها اکبر (۲۰۰۸) و یک فلج چهاراندام در درخواست (۲۰۱۰) مورد تحسین قرار گرفت. او برای بازی در نقش اصلی درام زندگی روز به روزه در ۲۰۱۱، فیلم انتقامی مسیر آتش در ۲۰۱۲، کمدی اکشن بنگ بنگ! در ۲۰۱۴ و تریلر اکشن جنگ در ۲۰۱۹ به موفقیت تجاری بیشتری دست یافت.
روشن همچنین روی صحنه اجرا کرده‌است و نخستین بار با سریال فقط برقص (۲۰۱۱) به فعالیت در تلویزیون آمد. او به عنوان داور در این سریال به پردرآمدترین ستارهٔ سینما در تلویزیون هند تبدیل شد. او در تعدادی از اهداف بشردوستانه دخیل بوده‌است، چندین برند و محصولات را حمایت و تأیید کرده و همچنین خط تولید لباس خود را راه‌اندازی کرده‌است. روشن به مدت چهارده سال با سوزان خان ازدواج کرده بود و از او صاحب دو فرزند شده‌است.

## فیلم‌شناسی
| سال  | عنوان              | نقش                                |
| ---- | ------------------ | ---------------------------------- |
| ۱۹۸۰ | آشا                | بدون‌نام                            |
| ۱۹۸۰ | دیوانه تو          | جوانی رحیم                         |
| ۱۹۸۱ | در نزدیکی          | بدون‌نام                            |
| ۱۹۸۳ | Aasra Pyaar Da     | نامشخص                             |
| ۱۹۸۶ | پدربزرگ خدا        | گوویندا                            |
| ۱۹۸۷ | خودخواه            | —                                  |
| ۱۹۹۳ | عموی شاه           | —                                  |
| ۱۹۹۵ | کاران آرجون        | —                                  |
| ۱۹۹۷ | کویلا              | —                                  |
| ۲۰۰۰ | بگو… عاشقم هستی    | روهیت/راج چوپرا[I]                 |
| ۲۰۰۰ | فضا                | آمان اکرام‌الله                     |
| ۲۰۰۰ | عملیات کشمیر       | الطاف خان                          |
| ۲۰۰۱ | خاطرات             | رونیت مال‌هوترا                     |
| ۲۰۰۱ | گاهی شادی گاهی غم  | روهان رای‌چاند                      |
| ۲۰۰۲ | دارم عاشقت میشم    | روهیت                              |
| ۲۰۰۲ | نه تو میدونی نه من | راهول شارما                        |
| ۲۰۰۲ | با من دوست میشی؟   | راج خانا                           |
| ۲۰۰۳ | من دیوانه عشق هستم | پرم کیشن ماتور                     |
| ۲۰۰۳ | یکی پیدا شد        | روهیت مهرا                         |
| ۲۰۰۴ | هدف                | کاران شرگیل                        |
| ۲۰۰۶ | کریش               | کریشنا مهرا / کریش و روهیت مهرا[I] |
| ۲۰۰۶ | موج ۲              | آریان/آقای.A                       |
| ۲۰۰۶ | می‌بینمت            | خودش                               |
| ۲۰۰۷ | ام شنتی ام         | خودش                               |
| ۲۰۰۸ | جودها اکبر         | جلال الدین محمد اکبر               |
| ۲۰۰۸ | چهار دیوانه        | خودش                               |
| ۲۰۰۹ | خوشبختی تصادفی     | علی ظفر خان                        |
| ۲۰۱۰ | بادبادک‌ها          | جای سینگ‌هانیا                      |
| ۲۰۱۰ | درخواست            | ایتن ماسکارناس                     |
| ۲۰۱۱ | زندگی روز به روزه  | آرجون سالوجا                       |
| ۲۰۱۱ | دان۲               | دان                                |
| ۲۰۱۲ | مسیر آتش           | وی‌جی دی‌ناناث چائوهان               |
| ۲۰۱۳ | کریش ۳             | کریشنا مهرا / کریش و روهیت مهرا[I] |
| ۲۰۱۴ | بنگ بنگ!           | راج‌ویر نان‌دا/جای نان‌دا             |
| ۲۰۱۵ | Hey Bro            | خودش                               |
| ۲۰۱۶ | تپه مردگان         | سرمان                              |
| ۲۰۱۷ | قابل               | روهان بهات‌ناگار                    |
| ۲۰۱۷ | Hrudayantar        | کریش                               |
| ۲۰۱۹ | سوپر ۳۰            | آناند کومار                        |
| ۲۰۱۹ | جنگ                | سرگرد کبیر دالیوال                 |
| ۲۰۲۲ | ویکرام ودها        | ودا                                |
| ۲۰۲۴ | جنگنده             | پاتی                               |
| ۲۰۲۵ | جنگ ۲              | سرگرد کبیر دالیوال                 |